# Samotišky
Obec Samotišky (katastrální území nese název Samotíšky) se nachází v okrese Olomouc v Olomouckém kraji. Žije zde přibližně 1 400 obyvatel. V letech 1974–1992 byly součástí města Olomouce.

## Název
Zdrobnělá podoba Samotíšky / Samotišky je doložena od 16. století, předtím se v písemných dokladech vyskytuje nezdrobnělá podoba Semitěšice. Původní Sěmitěšici bylo odvozeno od osobního jména Sěmitěch (v první části je praslovanské sěmь – „osoba“ nebo sěmьja – „rodina“) a jeho význam byl „Sěmitěchovi lidé“. Písmeno -a- v první slabice vzniklo přikloněním první části jména ke slovu sám. V 17. a 18. století se používala i podoba Samotiško / Samotíško.

## Historie
Samotišky byly poprvé zmíněny v listině olomouckého biskupa Jindřicha Zdíka v roce 1141, která ohlašovala přenesení biskupského sídla k novému chrámu svatého Václava. Biskup Jindřich Zdík tak dal sepsat vše, co v té době ke kostelu patřilo, včetně dvou popluží v Samotiškách. K roku 1275 je zde doložen i majetek kláštera Hradisko, který postupem doby překonal majetek kapituly.
V minulosti se obce dotýkaly události olomouckého obklíčení vojsky Pražanů během husitských válek i obsazení švédskými vojsky v letech 1642 až 1650. V roce 1669 obec také výrazně ovlivnila stavba kostela na Svatém Kopečku, jež byla financována výnosem ze svobodného dvora (později známého jako rychta), který získal olomoucký měšťan Jan Andrýsek. V roce 1771 tvořilo obec 32 usedlostí a došlo k prvnímu číslování domů. Kolem roku 1850 měly Samotišky 699 obyvatel. Největší tragédie, kterou obec potkala, byl v roce 1856 obrovský požár, kdy shořelo 31 usedlostí a domů. O deset let později obyvatele zasáhla cholera, které podlehlo 75 osob. Postupem času přibývaly domy a obyvatelé, a tak v roce 1898 byla zahájena výstavba obecné školy. V obci byla až do roku 1977 také poměrně velká cihelna.
Největším novodobým zásahem do života obce, v níž si již mnoho olomouckých občanů postavilo své domy a která proto byla považována za satelitní obytnou zónu, bylo připojení k Olomouci k 1. červenci 1974. Dne 1. ledna 1993 ale došlo k opětovnému osamostatnění obce, když pro se v místním referendu konaném 19. září 1992 vyjádřilo 65,3 % obyvatel obce.
| Rok      | 1869 | 1880 | 1890 | 1900 | 1910 | 1921 | 1930 |
| -------- | ---- | ---- | ---- | ---- | ---- | ---- | ---- |
| Obyvatel | 726  | 692  | 753  | 815  | 851  | 897  | 1070 |
| Domů     | 96   | 97   | 105  | 111  | 118  | 133  | 181  |
| Rok      | 1950 | 1961 | 1970 | 1980 | 1991 | 2001 | 2011 |
| Obyvatel | 954  | 968  | 898  | 859  | 917  | 1034 | 1272 |
| Domů     | 240  | 229  | 239  | 251  | 312  | 356  | 385  |

1. ↑  Z toho 1040 osob národnosti československé, 19 německé a 11 ostatních.[9]

## Pamětihodnosti
- Socha sv. Jana Nepomuckého
- Křížová cesta mezi klášterem Hradisko a poutním místem na Svatém Kopečku s bazilikou Navštívení Panny Marie
- Kaple sv. Anny a sv. Floriána na Bablerově náměstí

## Významné osobnosti
V obci např. působili:
- lékař doc. MUDr. Bedřich König, CSc.
- překladatel Otto František Babler
- malíř Jiří Stejskal
- výtvarník Stanislav Zatloukal
- vlastivědný pracovník Bohuslav Smejkal
- volejbalista, volejbalový funkcionář, člen Síně slávy českého volejbalu Jindřich Pudel
- spisovatel a lektor tvůrčího psaní Petr Hanel